# Lustig af hiertans grunde
Lustig af hiertans grunde är en svensk morgonpsalm och aftonpsalm.

## Publicerad i
- Göteborgspsalmboken under rubriken "Tacksäijelse och Böön Morgon och Affton".[2]
- Den svenska psalmboken 1694 som nummer 405 under rubriken "Morgon eller Afton Psalmer".
- 1695 års psalmbok som nummer 345 under rubriken "Morgon- eller Afton-psalm".[1]